# Beate Gummelt
Helga-Beate Gummelt (z domu Anders, ur. 4 lutego 1968 w Lipsku) – niemiecka lekkoatletka specjalizująca się w chodzie sportowym, trzykrotna uczestniczka letnich igrzysk olimpijskich (Barcelona 1992, Atlanta 1996, Sydney 2000). W czasie swojej kariery reprezentowała również Niemiecką Republikę Demokratyczną.
Żona chodziarza Bernda Gummelta (m.in. wicemistrza Europy w chodzie na 50 km, Split 1990).

## Sukcesy sportowe
- mistrzyni NRD w chodzie na 5000 metrów – 1990[1]
- trzykrotna mistrzyni NRD w chodzie na 10 kilometrów – 1987, 1988, 1989[2]
- trzykrotna halowa mistrzyni Niemiec w chodzie na 3000 metrów – 1988, 1989, 1990[3]
- siedmiokrotna mistrzyni Niemiec w chodzie na 10 kilometrów – 1991, 1992, 1993, 1994, 1995, 1996, 1997[4]
- ośmiokrotna halowa mistrzyni Niemiec w chodzie na 3000 metrów – 1991, 1992, 1993, 1994, 1995, 1996, 1997, 2000[5]

| Rok  | Miasto                    | Zawody                            | Konkurencja    | Wynik         |
| ---- | ------------------------- | --------------------------------- | -------------- | ------------- |
| 1989 | Haga                      | Halowe mistrzostwa Europy         | chód na 3000 m | złoty medal   |
| 1989 | Budapeszt                 | Halowe mistrzostwa świata         | chód na 3000 m | srebrny medal |
| 1989 | L'Hospitalet de Llobregat | Puchar świata w chodzie sportowym | chód na 10 km  | złoty medal   |
| 1990 | Glasgow                   | Halowe mistrzostwa Europy         | chód na 3000 m | złoty medal   |
| 1990 | Split                     | Mistrzostwa Europy                | chód na 10 km  | 6. miejsce    |
| 1991 | Sewilla                   | Halowe mistrzostwa świata         | chód na 3000 m | złoty medal   |
| 1992 | Genua                     | Halowe mistrzostwa Europy         | chód na 3000 m | brązowy medal |
| 1993 | Toronto                   | Halowe mistrzostwa Świata         | chód na 3000 m | 4. miejsce    |
| 1993 | Stuttgart                 | Mistrzostwa świata                | chód na 10 km  | 5. miejsce    |
| 1994 | Paryż                     | Halowe mistrzostwa Europy         | chód na 3000 m | srebrny medal |

## Rekordy życiowe
- chód na 3000 metrów (stadion) – 11:52,01 – Lapinlahti 27/06/1993
- chód na 3000 metrów (hala) – 11:50,90 – Sewilla 09/03/1991
- chód na 5000 metrów – 20:07,52 – Rostock 23/06/1990
- chód na 5 kilometrów – 20:54 – A Coruña 12/05/1990
- chód na 10 000 metrów – 42:11,50 – Bergen 15/05/1992 (rekord Niemiec)
- chód na 10 kilometrów – 41:51 – Eisenhüttenstadt 11/05/1996 (rekord Niemiec)
- chód na 20 kilometrów – 1:31:45 – Naumburg 30/04/2000